# المقتنى بهاء الدين
المقتنى بهاء الدين أبي الحسن علي بن أحمد (979م - 1043م) المعروف ” بالضيف“، هو الحد الخامس من الحدود في المذهب التوحيدي، ومرتبته الجناح الأيسر، أو التالي. يعد من مؤسسي المذهب وهو من اقفل باب الاجتهاد والدعوة فيها.
كان يلقب أيضا بلسان المؤمنين وسند الموحدين. تولى شؤون الدعوة التوحيدية بعد اختفاء حمزة الزوزني كما كتب الكثير من الرسائـل واستمـر في نشاطه حتى اعتزاله بسبب الاضطرابات التي لحقت بالمذهب، وأقفل باب الاجتهاد حرصاً على الأصول والأحكام. ولد في قرية صغيرة تدعى سموقا في نواحي حلب في سوريا تسمى السموقة لذلك دعي بالسموقي واصله يعود إلى قبيلة طيء العربية.

## حياته
عين المقتنى واليا على أفاميا في سوريا من قبل الخليفة الفاطمي الحاكم بأمر الله. احتل مدينة حلب من الحمدانيون عام 1016. وبعدها بعام، اسر عبد الرحيم ابن الياس ونقله إلى القاهرة ليحاكم. كان أحد سبعة مقاتلين دافعوا عن مسجد الريدان القريب من مسجد الحاكم، مع حمزة بن علي ابن احمد، صادا بنجاح هجوم عشرون الف عسكري. وكان المقتنى هو الرجل الثاني بعد حمزة في قيادة الحركة الدرزية وعرف «بالجناح الايسر» بينما عرف حمزة «بالجناح الأيمن». واصبح من أهم رجالات الدعوة الدرزية بعد اختفاء الحاكم. في عام 1021 أصبح القائد الأول للدعوة خلال فترة الاضطهاد التي شنها خليفة الحاكم المعروف الخليفة الظاهر وذلك بعد اختباء حمزة. وبقي ينظم نشاطات الدعوة حتى عام 1037 عندما اضطر ان يختبيء هو الآخر. تابع الكتابة حتى عام 1043م عند نهاية الدعوة واقفال باب قبول دروز جدد.
وفي عام 1035، حدثت انتفاضة ضمن الحركة الدرزية في وادي التيم قام بها نشتكين الدرزي الذي اعتبر مرتدا. وعندما قتل نشتكين أحد رسل التفاوض، ارسل المقتنى ابنة اخيه سارة التي نجحت في صد الانتفاضة واشتهرت بجرأتها وإمانها وحكمتها. وكان ما قامت به اسس للمساواة بين الجنسين التي اعتنقها الدروز.
كتب المقتنى في شتى المواضيع المعرفية من العقل الكلي والتقمص وهو من علم ان الشخص الوحيد المستثنى من ممارسة الشعائر هو المؤمن الذي أخذ على عاتقه الاستحصال على العلوم والحقيقة التي تؤدي للتوحيد.
وهناك أكثر من مزار للداعية بهاء الدين السموقي منها في قرية حبران بمحافظة السويداء بسورية (مزار مولانا بهاء الدين) ومقام اخر له في قرية شارون  بمنطقة الشوف بلبنان باسم المقام الشريف وفي قرية بيت جن في الجليل الأعلى يسمى مزار بهاءالدين.

## للاستزادة
- رسائل الحكمة
- نشتكين الدرزي